# Адлет
Адлеты — в мифологии эскимосов Лабрадора и побережья Гудзонова залива — чудовища, которые пьют человеческую кровь, отпрыски женщины и красного волка. Пятеро из десяти детей женщины были волками, которые, согласно мифу, пересекли море и дали начало европейским народам. Другие пятеро стали чудовищами. Потомки адлетов известны также как эркигдлиты (вероятно, искаженный образ индейцев).
Эскимосы описывали адлетов как созданий, верхняя часть тела которых была человеческой, а нижняя — собачьей или волчьей. Эти существа, по верованиям обитателей побережья Гудзонова залива, испытывали ненависть к людям и охотились на них, чтобы выпить их кровь; их отличительными особенностями были заострённые уши, длинные хвосты и жёлтые глаза. В эскимосских мифах, однако, столкновение между адлетом и человеком обычно заканчивалось победой последнего.